# 평화시장 (부산)
평화시장(平和市場)은 부산 부산진구, 동구 지역에 밀집한 신발 및 의류 도매시장이다.

## 개요
평화시장은 자유시장과 함께 마주보는 건물로 1969년 개장했지만 관할 구역은 각각 부산진구와 동구로 다르다.
자유시장과 함께 신발, 의류를 주로 취급한다.

## 같이 보기
- 자유시장 (부산)